# Staatliches Sinfonieorchester der Republik Tatarstan

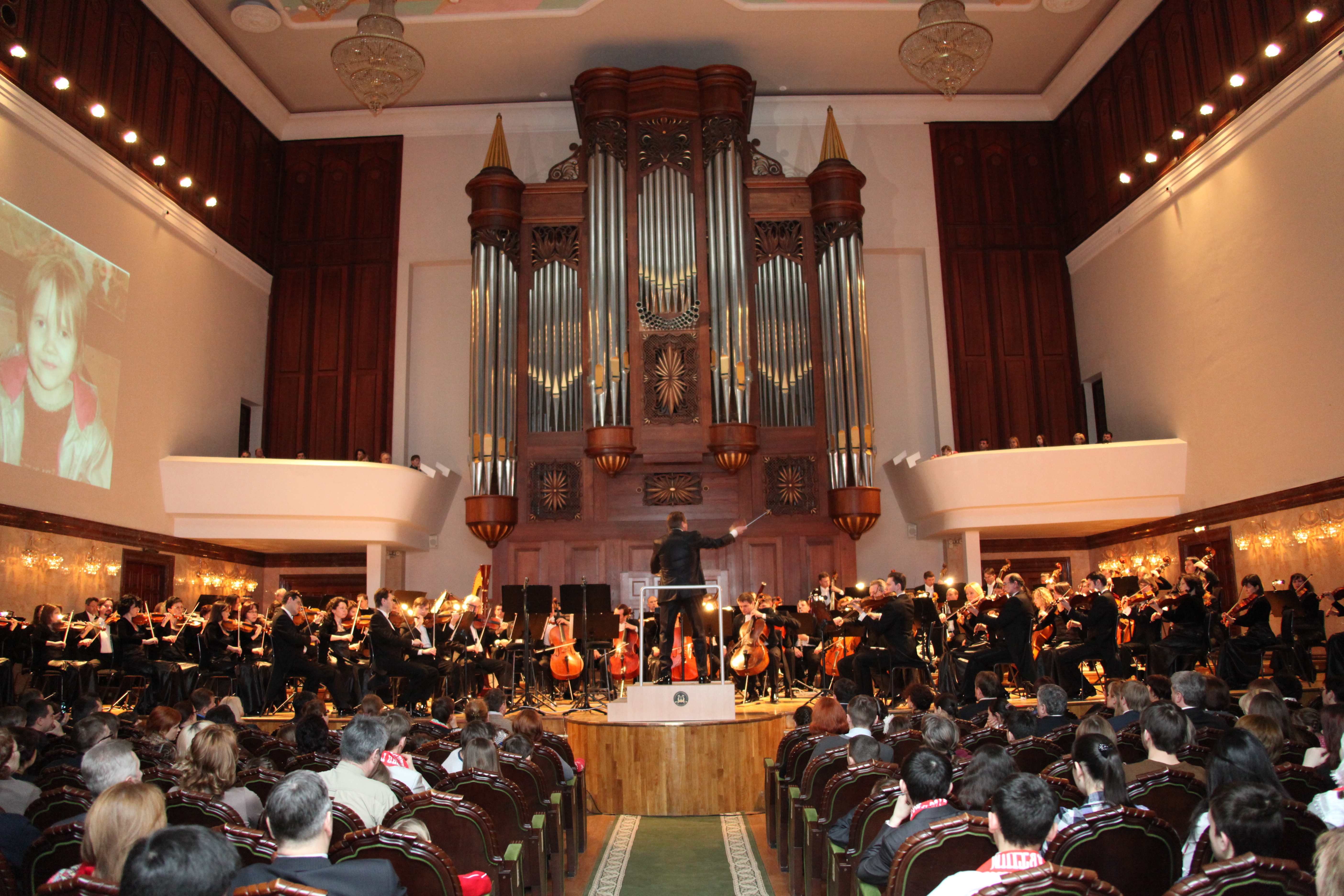
Staatliches Sinfonieorchester der Republik Tatarstan (2013)

Das Staatliche Sinfonieorchester der Republik Tatarstan (russisch Государственный симфонический оркестр Республики Татарстан/Gossudarstwenny simfonitscheski orkestr Respubliki Tatarstan) ist das Staatsorchester der russischen Republik Tatarstan.
Das Staatliche Sinfonieorchester der Republik Tatarstan wurde 1966 auf Initiative des Komponisten Nasib Schiganow gegründet. Erster Intendant und Dirigent war der Ukrainer Natan Rachlin, der in sehr kurzer Zeit das Orchester zu einem der besten des Landes formte.
Zu verschiedenen Zeiten haben mit dem Orchester Dirigenten wie Weronika Dudarowa, Eduard Serow,  Arnold Katz oder Wladimir Siwa zusammengearbeitet. Mit dem Orchester sind unter anderem Wiktor Tretjakow, Mstislaw Rostropowitsch und Gidon Kremer aufgetreten.